# Liste des municipalités de Tlaxcala

Armoiries de l'État de Tlaxcala

L'État mexicain de Tlaxcala comprend 60 municipalités. La capitale est Tlaxcala de Xicoténcatl .

## Liste des municipalités et des codes INEGI associés
Le code INEGI complet de la municipalité comprend le code de l'État - 29 - suivi du code de la municipalité. Exemple : Tlaxcala = 29033. Chaque municipalité comprend plusieurs localités. Ainsi, pour le chef-lieu de la municipalité de Tlaxcala, la ville de Tlaxcala de Xicoténcatl : 290330001.

État de Tlaxcala

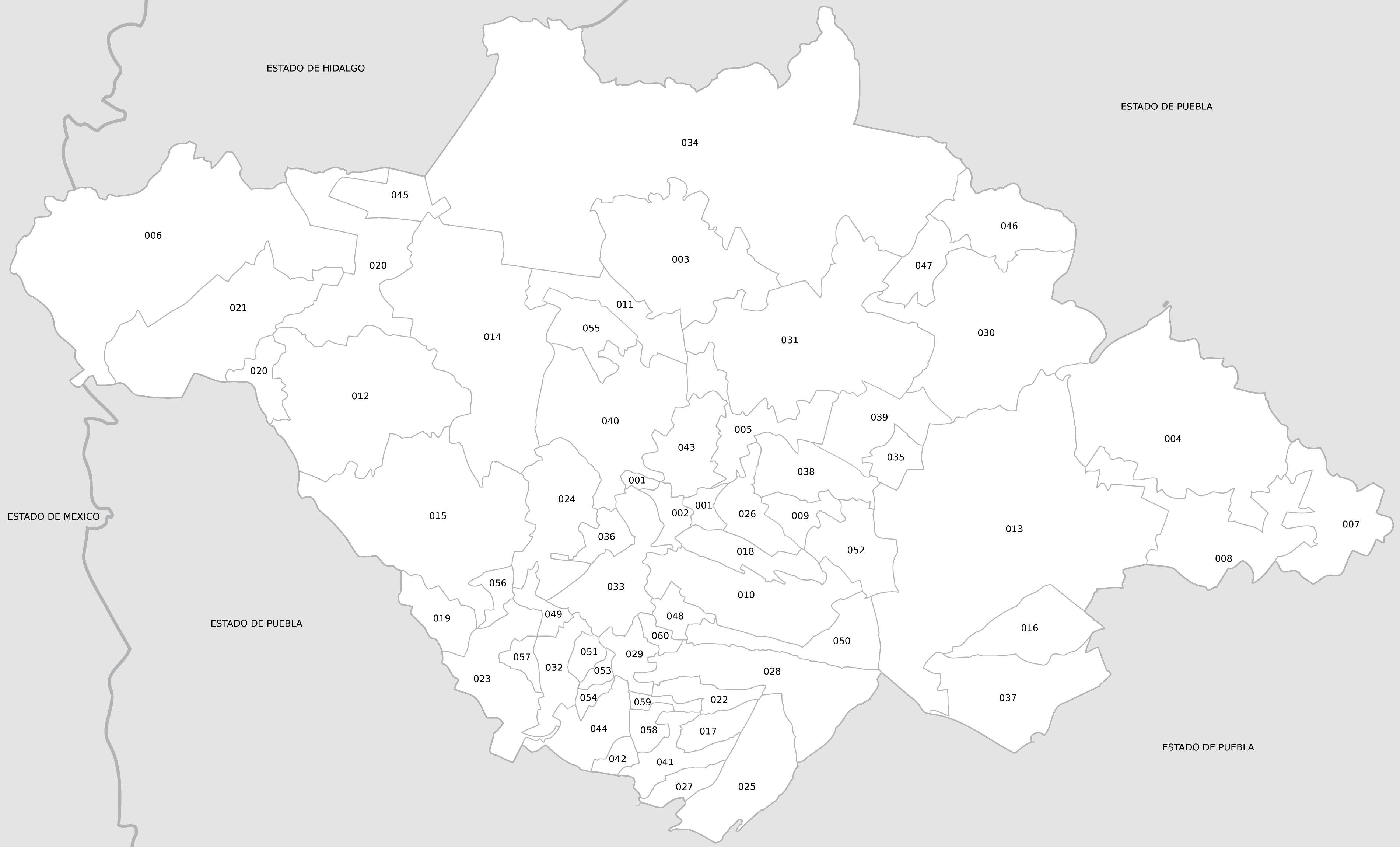
Municipalités du Tlaxcala

## Municipalités
| Code | Municipalité                           | Chef-lieu                       |
| ---- | -------------------------------------- | ------------------------------- |
| 001  | Amaxac de Guerrero                     | Amaxac de Guerrero              |
| 002  | Apetatitlán de Antonio Carvajal        | Apetatitlán                     |
| 003  | Atlangatepec                           | Atlangatepec                    |
| 004  | Altzayanca                             | Altzayanca                      |
| 005  | Apizaco                                | Apizaco                         |
| 006  | Calpulalpan                            | Calpulalpan                     |
| 007  | El Carmen Tequexquitla                 | Villa de El Carmen Tequexquitla |
| 008  | Cuapiaxtla                             | Cuapiaxtla                      |
| 009  | Cuaxomulco                             | Cuaxomulco                      |
| 010  | Chiautempan                            | Chiautempan                     |
| 011  | Muñoz de Domingo Arenas                | Muñoz                           |
| 012  | Españita                               | Españita                        |
| 013  | Huamantla                              | Huamantla                       |
| 014  | Hueyotlipan                            | Hueyotlipan                     |
| 015  | Ixtacuixtla de Mariano Matamoros       | Villa Mariano Matamoros         |
| 016  | Ixtenco                                | Ixtenco                         |
| 017  | Mazatecochco de José María Morelos     | Mazatecochco                    |
| 018  | Contla de Juan Cuamatzi                | Contla                          |
| 019  | Tepetitla de Lardizábal                | Tepetitla                       |
| 020  | Sanctórum de Lázaro Cárdenas           | Sanctórum                       |
| 021  | Nanacamilpa de Mariano Arista          | Ciudad de Nanacamilpa           |
| 022  | Acuamanala de Miguel Hidalgo           | Acuamanala                      |
| 023  | Natívitas                              | Natívitas                       |
| 024  | Panotla                                | Panotla                         |
| 025  | San Pablo del Monte                    | Villa Vicente Guerrero          |
| 026  | Santa Cruz Tlaxcala                    | Santa Cruz Tlaxcala             |
| 027  | Tenancingo                             | Tenancingo                      |
| 028  | Teolocholco                            | Teolocholco                     |
| 029  | Tepeyanco                              | Tepeyanco                       |
| 030  | Terrenate                              | Terrenate                       |
| 031  | Tetla de la Solidaridad                | Tetla                           |
| 032  | Tetlatlahuca                           | Tetlatlahuca                    |
| 033  | Tlaxcala                               | Tlaxcala de Xicohténcatl        |
| 034  | Tlaxco                                 | Tlaxco                          |
| 035  | Tocatlán                               | Tocatlán                        |
| 036  | Totolac                                | Totolac                         |
| 037  | Zitlaltépec de Trinidad Sánchez Santos | Zitlaltépec                     |
| 038  | Tzompantepec                           | Tzompantepec                    |
| 039  | Xaloztoc                               | Xaloztoc                        |
| 040  | Xaltocan                               | Xaltocan                        |
| 041  | Papalotla de Xicohténcatl              | Papalotla                       |
| 042  | Xicohtzinco                            | Xicohtzinco                     |
| 043  | Yauhquemehcan                          | Yauhquemehcan                   |
| 044  | Zacatelco                              | Zacatelco                       |
| 045  | Benito Juárez                          | Benito Juárez                   |
| 046  | Emiliano Zapata                        | Emiliano Zapata                 |
| 047  | Lázaro Cárdenas                        | Lázaro Cárdenas                 |
| 048  | La Magdalena Tlaltelulco               | La Magdalena Tlaltelulco        |
| 049  | San Damián Texoloc                     | San Damián Texoloc              |
| 050  | San Francisco Tetlanohcan              | San Francisco Tetlanohcan       |
| 051  | San Jerónimo Zacualpan                 | San Jerónimo Zacualpan          |
| 052  | San José Teacalco                      | San José Teacalco               |
| 053  | San Juan Huactzinco                    | San Juan Huactzinco             |
| 054  | San Lorenzo Axocomanitla               | San Lorenzo Axocomanitla        |
| 055  | San Lucas Tecopilco                    | San Lucas Tecopilco             |
| 056  | Santa Ana Nopalucan                    | Santa Ana Nopalucan             |
| 057  | Santa Apolonia Teacalco                | Santa Apolonia Teacalco         |
| 058  | Santa Catarina Ayometla                | Santa Catarina Ayometla         |
| 059  | Santa Cruz Quilehtla                   | Santa Cruz Quilehtla            |
| 060  | Santa Isabel Xiloxoxtla                | Santa Isabel Xiloxoxtla         |